# Anagrafe tributaria
L'anagrafe tributaria, istituita con il decreto del presidente della Repubblica 29 settembre 1973 n. 605, è la banca dati utilizzata per la raccolta e l'elaborazione dei dati relativi alla fiscalità dei contribuenti italiani.

## Storia
Le basi dell'attuale sistema tributario italiano sono state introdotte agli inizi degli anni settanta con le riforme proposte ed introdotte dai ministri delle Finanze dell'epoca: Luigi Preti e Bruno Visentini. Con questa riforma, tra le altre innovazioni, venne aumentato il numero dei contribuenti da quattro a venticinque milioni. Di conseguenza, per consentire l'elaborazione più agevole dei dati di natura fiscale, venne istituito per legge il nuovo sistema informativo della fiscalità italiana. Questo sistema doveva permettere l'elaborazione automatica dei dati che all'epoca erano processati senza l'ausilio di strumenti informatici dagli uffici delle imposte dirette, dell'IVA e del Registro.
L'elemento chiave del sistema informativo era la banca dati dell'Anagrafe Tributaria, la cui implementazione venne affidata alla Sogei (acronimo di Società generale di informatica), un'azienda a controllo pubblico costituita a tale scopo. Le attività della nuova società partirono nel 1976 con il rilascio dei codici fiscali e delle partite IVA ai cittadini ed alle imprese (questi codici univoci costituiscono tuttora le chiavi di accesso dell'archivio anagrafico dei contribuenti). Successivamente vennero definiti i primi meccanismi di controllo automatico delle dichiarazioni dei redditi e di elaborazione ed incrocio dei dati di natura fiscale, ai fini di potenziare l'attività di contrasto all'evasione fiscale.
Nel 1981 venne inaugurata la nuova sede del CED dell'Anagrafe tributaria, che, data la rilevanza strategica del sistema, fu dotata delle più avanzate soluzioni tecnologiche e di sicurezza (sia fisica che logica) dell'epoca.
Dal 1982 al 1991 venne potenziata l'infrastruttura di rete per consentire l'interconnessione ai mainframe del nuovo CED delle strutture periferiche dell'Amministrazione finanziaria e della Guardia di finanza. In tale contesto furono introdotti i primi sistemi di reti a commutazione a pacchetto.
Dal 1992 al 2001 vennero avviati i primi servizi telematici che consentivano tramite il meccanismo delle Virtual Private Network, il collegamento al sistema di circa 150.000 utenti abilitati (intermediari finanziari e grandi imprese).
Dal 2002 ad oggi è in atto l'estensione del sistema informativo della fiscalità, per renderlo direttamente fruibile tramite internet ai cittadini, nell'ottica più generale del processo di semplificazione del dialogo Cittadini-Imprese/Istituzioni e nel solco dell'e-government, gestito dall'Agenzia delle entrate e reso accessibile tramite il sito internet di quest'ultima.

## Tecnologia
Il sistema centrale dell'Anagrafe tributaria è costituito da 4 sistemi mainframe con una potenza di elaborazione complessiva di 7.000 MIPS e da 1.500 sistemi server di secondo livello. La memorizzazione dei dati è affidata ad una Storage Area Network con 45 Terabyte di spazio su disco in architettura RAID, mentre la storicizzazione dei dati è realizzata da una Tape Area Network con capacità di 120 Terabyte.

### Volumi di dati elaborati
Sono connessi all'Anagrafe tributaria oltre ai 36.000 dipendenti dell'Agenzia delle entrate, oltre 450 enti esterni (INPS, INAIL, banche, Poste Italiane, ecc.), le regioni, 5.700 comuni e 150.000 soggetti intermediari e grandi imprese, per un totale che sfiora il milione di utenze potenziali.
Annualmente vengono elaborati dai mainframe del sistema 200 milioni di documenti e sono ricevute circa 43 milioni di dichiarazioni dei redditi ed altri documenti rilevanti ai fini fiscali.

## Vigilanza
Data la rilevanza strategica di questo sistema informativo è stata istituita con l'articolo 2 della legge n. 60 del 27 marzo 1976, un'apposita commissione bicamerale, formata da parlamentari della Camera dei deputati e del Senato della Repubblica, avente il compito della vigilanza sull'Anagrafe tributaria.